# Ingul Jae
Ingul Jae is een bestuurslaag in het regentschap Tapanuli Selatan van de provincie Noord-Sumatra, Indonesië. Ingul Jae telt 884 inwoners (volkstelling 2010).